# روي زيمرمان (لاعب كرة قاعدة)
روي زيمرمان (بالإنجليزية: Roy Zimmerman)‏ هو لاعب كرة قاعدة أمريكي، ولد في 13 سبتمبر 1916 في Pine Grove, Schuylkill County, Pennsylvania ‏ في الولايات المتحدة، وتوفي بنفس المكان في 22 نوفمبر 1991.

## وصلات خارجية
- روي زيمرمان على موقعبيزبول رفرنس.كوم (الدوري الرئيسي) (الإنجليزية)
- روي زيمرمان على موقعبيزبول رفرنس.كوم (الدوري الثانوي) (الإنجليزية)
- روي زيمرمان على موقع جمعية أبحاث البيسبول الأمريكية (الإنجليزية)